# Bembicinae

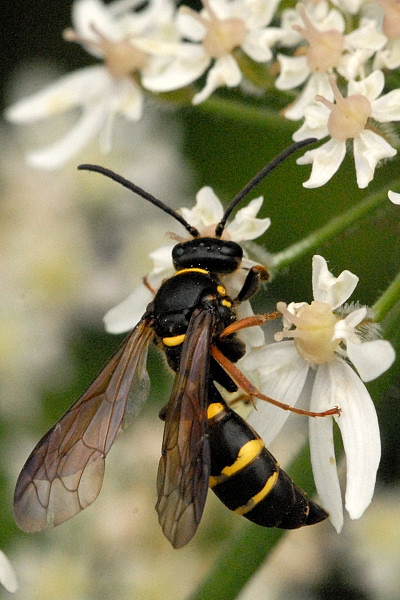
Argogorytes mystaceus

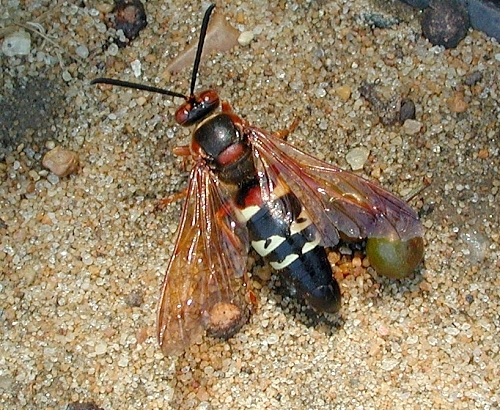
Sphecius speciosus

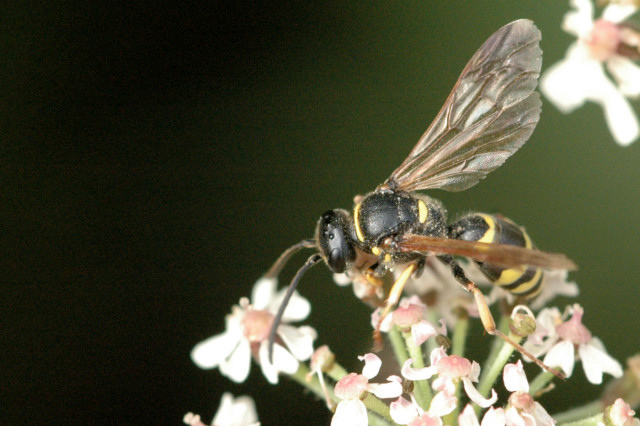
Gorytes quadrifasciatus

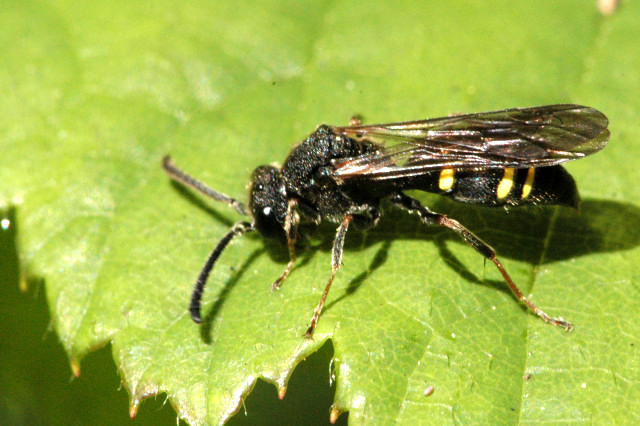
Nysson spinosus

Bembicinae (лат.) — подсемейство песочных ос (Crabronidae). Около 1700 видов.

## Распространение
Всесветное. В Европе более 150 видов и около 20 родов. Палеарктика — 21 род (434 вида), Неарктика — 36 (275), Афротропика — 19 (292), Ориентальная область — 19 (161), Неотропика — 53 (353), Австралия — 10 (176).
Среди эндемиков аридных регионов Мексики и США роды Arigorytes, Hapalomellinus, Hyponysson, Trichogorytes, Xerogorytes, Xerostictia. Роды Editha, Neoplisus, Selman, Trichostictia, Zyzzyx встречаются только в Южной Америке. Эндемики Аргентины: Carlobembix, Hemidula, Liogorytes. Эндемик Чили род Neonysson. Только в Австралии встречаются Acanthostethus, Austrogorytes, Exeirus.

## Описание
Среднего и крупного размера осы разнообразного строения и поведения, как правило чёрно-желтого цвета. Хищники и клептопаразиты (например род Stizoides и триба Nyssonini). Большинство видов трибы Gorytini охотятся на различных представителей отряда Hemiptera, особенно на Auchenorrhyncha, которых они жалят, парализуют и перетаскивают в свои подземные гнезда в качестве провизии для их личинок.
Триба Heliocausini является эндемиком Южной Америки, с наибольшим числом видов в Центральных аридных регионах Аргентины. Отличаются половым диморфизмом. Самцы крупнее самок, в отличие от большинства насекомых, с очень крупными глазами и с многочисленными и странными метасомальными модификациями.
Основными объектами охоты для Bembicinae служат разнообразные насекомые, главным образом, Orthoptera, Hemiptera-Auchenorrhyncha и Diptera. Некоторые роды Bembicinae (Stizoides и все исследованные роды Nyssonini) клептопаразиты других роющих ос (Sphecidae и Crabronidae).

## Классификация
Около 1700 видов, 80 родов в 4 трибах. Включает крупнейшие рода, например, Bembix Fabricius, 1775 (около 380 видов). Известны ископаемый 1 род и 3 вида: Biamogorytes Nemkov, 1990 (верхний олигоцен), Biamogorytes handlirschi  Nemkov, 1990 (верхний олигоцен), Gorytes archoryctes  (Cockerell, 1922) (эоцен) и Psammaecius sepultus  (Cockerell, 1906) (нижний олигоцен).
- Триба Heliocausini Handlirsch, 1925
  - Acanthocausus
  - Heliocausus
  - Tiguipa
- Триба Alyssontini Dalla Torre, 1897
  - Alysson
  - Analysson[6]
  - Didineis

- Триба Bembicini Latreille, 1802
  - Exeirina (синонимы: Argogorytina, Clitemnestrina, Olgiina)
    - Argogorytes (синоним: Malaygorytes)
    - Clitemnestra (синоним: Ochleroptera)[7]
    - Exeirus
    - Neogorytes
    - Olgia
    - Paraphilanthus

  - Bembicina (синоним: Stictiellina)
    - Bembix
    - Bicyrtes
    - Carlobembix
    - Chilostictia (Stictiellina)
    - Editha
    - Glenostictia (Stictiellina)
    - Hemidula
    - Microbembex
    - Microstictia (Stictiellina)
    - Rubrica
    - Selman
    - Steniolia (Stictiellina)
    - Stictia
    - Stictiella (Stictiellina)
    - Trichostictia
    - Xerostictia (Stictiellina)
    - Zyzzyx

  - Gorytina (синонимы: Arpactini, Hoplisini)
    - Afrogorytes
    - Allogorytes
    - Arigorytes
    - Aroliagorytes
    - Austrogorytes
    - †Biamogorytes
    - Eogorytes
    - Epigorytes
    - Gorytes (синонимы: Pseudoplisus, Leiogorytes)
    - Hapalomellinus
    - Harpactostigma
    - Harpactus
    - Hoplisoides
    - Lestiphorus
    - Leurogorytes
    - Liogorytes
    - Megistommum
    - Oryttus
    - Psammaecius
    - Psammaletes
    - Sagenista
    - Saygorytes
    - Stenogorytes (синоним: Neoplisus)
    - Stethogorytes
    - Tretogorytes
    - Xerogorytes

  - Handlirschiina Nemkov & Lelej, 1996
    - Handlirschia
    - Pterygorytes

  - Spheciina Nemkov & Ohl, 2011
    - Ammatomus — A. asiaticus, A. coarctatus, A. mesostenus, A. rogenhofferi, A. rufonodis, 
    - Kohlia
    - Sphecius
    - Tanyoprymnus

  - Stizina A. Costa, 1859
    - Bembecinus
    - Stizoides
    - Stizus

  - Trichogorytina
    - Trichogorytes
- Триба Nyssonini Latreille, 1804
  - Acanthostethus
  - Antomartinezius
  - Brachystegus
  - Cresson
  - Epinysson
  - Foxia
  - Hovanysson
  - Hyponysson
  - Idionysson
  - Losada (насекомые)
  - Metanysson
  - Neonysson
  - Nippononysson
  - Nursea
  - Nysson (синоним: Synnevrus)
  - Perisson
  - Zanysson